# 22 Jacks
22 Jacks é uma banda dos Estados Unidos.

## Discografia[2]
| Ano  | Título      |
| ---- | ----------- |
| 1996 | Uncle Bob   |
| 1998 | Overserved  |
| 1999 | Going North |